# 松永久
松永 久（まつなが ひさし、1964年〈昭和39年〉9月1日 -  ）は、日本の政治家。福岡県柳川市長（1期）。

## 来歴
福岡県柳川市出身。福岡県立伝習館高等学校、福岡大学工学部土木工学科卒業。
1989年、柳川市役所に入庁し、下水道課長、水路課長、産業経済部長、総務部長を歴任。
2024年9月、退職。同年10月3日、翌年に予定される柳川市長選挙への立候補を表明した。
2025年4月13日投開票の市長選挙では県農政連柳川支部や県商工政治連盟柳川支部などの推薦を得た松永が新人3人の争いを制し、初当選した。
4月24日、柳川市長就任。